# さくらシティ日立
さくらシティ日立（さくらシティひたち）は、茨城県日立市にあった複合店である。東京に本社を持つ不動産投資会社ニューシティコーポレーションの関連会社「ニューシティ・エムエル・スリー有限会社」が運営していた。
2005年（平成17年）5月20日に閉店した茨城県の老舗百貨店であったボンベルタ伊勢甚日立店の店舗跡を改装して開業した。

## 歴史
- 2005年（平成17年）5月20日 - ボンベルタ伊勢甚日立店閉店[9]
- 2006年（平成18年）11月11日 - 2005年5月20日に閉店した、ボンベルタ伊勢甚日立店の後継店舗として開店。当日は、アドバルーンがあがっていたほか、店名ロゴの入った小型飛行船が飛ばされた。さらに、よしもとゲームアミュージアムの開店を祝って、山崎邦正ら吉本興業所属芸人が駆けつけ、ライブを行った。
- 2008年（平成20年）10月15日 - リーマン・ブラザーズの破綻に伴い、施設運営費が底をついたために閉鎖[3][4]。わずか2年で営業終了となった。
- 2009年（平成21年）10月17日 - 建物解体工事開始[7]。
- 2010年（平成22年）12月2日 - フードスクエアカスミ日立神峰店が開店[11]。

## 当時あったテナント
- 地下1階
  - フードスクエアカスミ[1]
  - パークスタウン「味の街」　
  - 日立白洋舎
  - 携帯ドラゴン　
  - 3rd.Avenue
  - ベル・エポック
  - 常陽銀行ATM
- 1階　
  - 宝くじさくらシティ日立チャンスセンター（正門前）
  - マクドナルド
  - ニューステップ
  - Zoff（ゾフ）
  - スリーミニッツハピネス
  - フローラル
  - COMME CA ISM
  - ジュエリー　マキ
  - ハニーズ
  - M/X
  - SHOO-LA-RUE　
  - ピンク　アドベ
  - D.N.A.HEARTS
  - MARUTA
- 2階　
  - エレッセショップ
  - タカキュー
  - ブティック　デイジー
  - ECHO71
  - ketty
  - LUCE e COLORE
  - PALETTE　
  - きもの苑 友禅
  - BUONA GIORNATA
  - frou-frou
  - 【Re】:mix (リミックス)
  - Intimate
  - RIPPLE CLIP
  - SPECCHIO collezione by kyosin
  - 浅乃屋
  - クラフトハート　トーカイ　
  - Are Colle
  - 粋屋　
  - 和楽館
  - カワノバッグ
  - 民族雑貨　楽
  - ZAKKAMURA
  - マジックミシン
  - cordial　(コルディアル)
- 3階　
  - ジーユー[4]
  - スーパースポーツゼビオ
  - メガネスーパー
  - くまざわ書店[4]
  - カーブス
  - Aile
- 4階　
  - モーティー・マハール
  - 珈琲館
  - めばえ教室
  - よしもとゲームアミュージアム[2]　北関東で唯一だった
  - 生活雑貨SHOP　キャンドゥ
- 5階　駐車場（屋根あり）
- 屋上　駐車場（屋根なし）

## 駐車料金
- 基本的に2時間まで無料である。3000円以上お買上げの場合には、更に2時間無料券をレジで受け取れて4時間まで無料となる。

## アクセス
- JR常磐線、日立駅中央口から徒歩15分。